# Kościół Notre-Dame de l’Arche d’Alliance w Paryżu
Kościół Notre-Dame-de-l’Arche-d’Alliance – kościół katolicki w 15. okręgu paryskim w stylu nowoczesnym.
Obiekt został zaprojektowany w 1986 przez zespół architektów Architecture Studio, kamień węgielny położono w 1996 r., poświęcił go kardynał Jean-Marie Lustiger. Prace zostały ukończone w 1998. Budowa kościoła uwarunkowana była szybkim wzrostem mieszkańców w dzielnicy.
Kościół ma formę sześcianu o boku 18 metrów otoczonego siecią metalowych kolumn przecinających się pod kątami prostymi. 37-metrowa dzwonnica kościelna jest wolnostojącym obiektem o formie walca. Całość otacza ogród. Wejście do obiektu prowadzi poprzez rząd walcowanych kolumn i schody prowadzące do właściwej sali kultu, na dwóch ścianach kościoła znajdują się kwadratowe okna, pogrupowane po cztery. Znajdują się w nich wykonane pod koniec XX wieku awangardowe witraże.